# Пестицид
Пестицидите са отровни химични съединения, специално създадени от човека за борба срещу вредителите. Наименованието им произлиза от лат. „pest“ – вреда и „cide“ – убивам; т.е. „вещества, убиващи вредителите“.

## Видове пестициди

### Според предназначението
- Зооциди – за борба с фаунистичните неприятели на растенията
  - Инсектициди – за борба с насекомите. Те се делят на различни групи според конкретната систематична група неприятели, срещу която се прилагат. В практиката най-често се използват следните подвидове инсектициди:
    - Афициди – за борба с листните въшки
    - Формициди – за борба с мравките
    - Лепидоциди – за борба с неприятелите от клас Лепидоптера

  - Акарициди – за борба с акарите
  - Нематоциди – за борба с кръглите червеи
  - Лимациди – за борба с голите охлюви
  - Молюскоциди – за борба с мекотелите
  - Авициди – за борба с птиците. Понастоящем не се използват поради екологични причини. Вместо тях се прилагат репеленти за птиците – например „Кърб“.
  - Крюстоциди – за борба с ракообразните неприятели
  - Хелминтоциди – срещу плоските червеи. Масово се използват в рибовъдните стопанства, тъй като неприятелите от тази систематична група са опасни паразити по рибите.

Според онтофазата на неприятеля, срещу която се прилагат, зооцидите се делят на:
- Овоциди – за ликвидиране на яйцата
- Ларвициди – срещу ларвите
- Адултоциди – срещу възрастните форми

- Фунгициди – за борба с фитопатогените. Те се делят на:
  - Бактериоциди – срещу фитопатогенните бактерии
  - Фунгициди в тесен смисъл – срещу фитопатогенните гъбички
  - Вирициди няма – използват се ISR стимулатори

- Хербициди – за борба срещу плевелните видове растения. Те се делят на:
  - Хербициди в тесен смисъл – срещу тревните видове
  - Арборициди – срещу вредните дървесни видове
  - Алгициди – срещу водораслите

- ISR стимулатори – стимулират SAR

### Според химичния състав

#### Органични
- Въглеводороди и халогенопроизводните им. Пестицидните свойства на нефтените масла са известни отдавна и те са едни от първите вещества, използвани в селското стопанство. Суровият нефт се използва от 1778 г., а керосинът – от 1865 г.;
- Нитросъединения. Пестицидната им активност е няколко пъти по-голяма от тази на въглеводородите;
- Амини и соли на тетрааминови основи. Фунгицидната и бактерицидната им активност расте с нарастване на молекулната маса;
- Алкохоли, феноли и етери. Алкохолите са относително слаби пестициди, въпреки че активността им е малко по-висока отколкото е на въглеводородите. Въвеждането на халогенни елементи засилва действието им. Фенолите са значително по-активни;
- Карбонилни съединения. Алдехидите са по-токсични за насекомите от алканите. Пестицидната активност на диалдехидите е малко по-висока от тази на алдехидите. Ароматните алдехиди са по-активни от мастните. Кетоните имат незначително действие. Хиноните са с по-голяма пестицидна активност от алдехидите, особено като фунгициди и хербициди. Най-изучени са нафтохиноните;
- Карбоксилни съединения и техни естери. Използват се най-вече като хербициди;
- Амидни киселини. Имат фунгицидни, регулаторни, инсектицидни и хербицидни свойства;
- Арилоксиалканкарбоноати. Най-голямо значение имат като хербициди и регулатори на растежа на растенията. По мащаб на производство заемат едно от първите места в сравнение с другите групи съединения;
- Производни на карбаминоата. Широко се използват като инсектициди, хербициди, фунгициди и бактерициди. Тези съединения инхибират холинестеразата у животните.
- Производни на тио- и дитиокарбаминоатите. Те са с широк спектър на действие;
- Азосъединения – органични съединения с азогрупа,-N2-, свързани с 2 ароматни радикала. Представляват цветни твърди вещества. Азосъединенията с амино- и хирдоксигрупа са важни синтетични багрила (азобагрила);
- Органични съединения на калая;
- Фосфорно-органични съединения (ФОС). Това е една от най-важните групи съвременни пестициди. Притежават висока инсектицидност и акарицидност и широк обхват на действие за вредни членестоноги;
- Производни на имидазола и бензимидазола. Имидазолът затруднява образуването на ергостерин в гъбите;
- Хетероциклени съединения с три и повече хетероатома. Най-голям брой патенти за начини на получаване и използване в качеството си на пестициди от всички други групи съединения имат тези;

#### Неорганични
- Сяра – ситно смляна или в колоидно състояние се използва като акарицид и фунгицид;
- Медни съединения – използват се самостоятелно или като смес с органични пестициди; най-често използваното медно съединение е т.нар. „син камък“ – CuSO4.5H2O
- Фосфорни съединения: P2Zn3; P2Mg3; PAl. Използват се главно като зооциди;

### Според начина на действие
- Контактни – проникват във вредителите директно през тяхната външна обвивка (кожа, кутикула и др.); предпочитат се за третиране на вече засегнати помещения, площи или полезни организми
- Трансламинарни – проникват в растителните тъкани, но не могат да се придвижват системно в растението. Нанесени по горната повърхност на листата се придвиждат до долната им такава и причиняват смърт на намиращите се там неприятели като листни въшки и белокрилки. Типичен пример препарата Ланат използван широко за борба с белокрилката
- Системни – проникват във вредителите по естествен път (с вдишания въздух, чрез кореновата система и др.); предпочитат се за предпазване на все още незасегнати помещения, площи или полезни организми

## Начини за приложение
- фумигация (обгазяване) – използва се за обеззаразяване на селскостопанска продукция, най-често в следните случаи:
  - за обработка на семената, преди посев
  - за обработка на селскостопанската продукция, след прибиране от полето
  - за обработка на вносна селскостопанска продукция, на границата
- разпръскване, под формата на аерозол – най-универсалният начин за използване
- залагане като отровна примамка – за животни и насекоми